# Teratoscincus microlepis
Espèce
Teratoscincus microlepis est une espèce de geckos de la famille des Sphaerodactylidae.

## Répartition
Cette espèce se rencontre dans le sud-est de l'Iran et dans le sud-ouest du Pakistan. Sa présence est incertaine en Afghanistan.

## Description
C'est un gecko terrestre, nocturne et insectivore. Il vit dans le sable des zones désertiques et est de couleur brun clair à jaune, avec des bandes sombres irrégulières. La tête et les yeux sont assez gros.

## Publication originale
- Nikolsky, 1900 "1899" : Deux nouvelles espèces de Teratoscincus de la Perse orientale. Annuaire Musée Zoologique de l’Académie Impériale des Sciences de St. Pétersbourg, vol. 4, p. 145-147.